# Turn-Weltmeisterschaften 1926
Die 8. Turn-Weltmeisterschaften fanden 1926 in Lyon, Frankreich statt.

## Ergebnisse

### Mehrkampf
| Rang | Athlet            |
| ---- | ----------------- |
| 1.   | Peter Sumi        |
| 2.   | Josef Effenberger |
| 3.   | Ladislav Vácha    |

### Mannschaft
| Rang | Team             |
| ---- | ---------------- |
| 1.   | Tschechoslowakei |
| 2.   | Jugoslawien      |
| 3.   | Frankreich       |

### Reck
| Rang | Athlet         |
| ---- | -------------- |
| 1.   | Leon Štukelj   |
| 2.   | Josip Primozic |
| 3.   | Ladislav Vácha |

### Barren
| Rang | Athlet         |
| ---- | -------------- |
| 1.   | Ladislav Vácha |
| 2.   | Jan Gajdos     |
| 3.   | Leon Štukelj   |

### Pauschenpferd
| Rang | Athlet         |
| ---- | -------------- |
| 1.   | Jan Karafiát   |
| 2.   | Jan Gajdoš     |
| 3.   | Ladislav Vácha |

### Ringe
| Rang | Athlet         |
| ---- | -------------- |
| 1.   | Leon Štukelj   |
| 2.   | Ladislav Vácha |
| 3.   | Bedřich Šupčík |

## Medaillenspiegel
| Rang | Land             |   |   |   | total |
| ---- | ---------------- | - | - | - | ----- |
| 1    | Tschechoslowakei | 3 | 4 | 4 | 11    |
| 2    | Jugoslawien      | 3 | 2 | 1 | 6     |
| 3    | Frankreich       | - | - | 1 | 1     |